# Montgelas (Adelsgeschlecht)

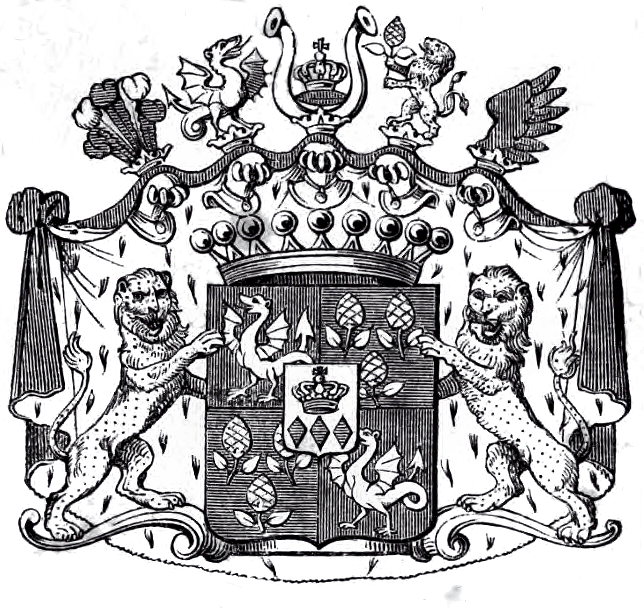
Wappen der Grafen von Montgelas 1809

Die Grafen von Montgelas [mõʒəˈla] sind ein aus Savoyen stammendes bayerisches Adelsgeschlecht. Bedeutendster Repräsentant dieser Familie war Maximilian Graf von Montgelas (1759–1838), der als einflussreicher Minister des späteren Königs Maximilian I. Joseph von Bayern eine weitreichende Modernisierung der Verwaltung und Politik Bayerns betrieb.

## Geschichte

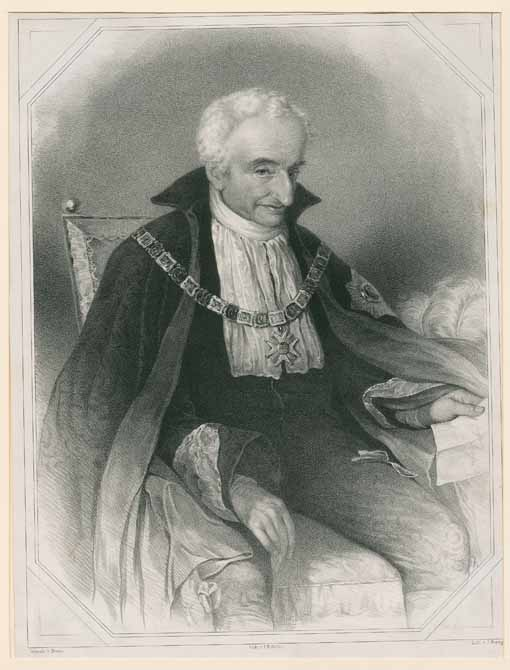
Maximilian Graf von Montgelas (1759–1838) im Alter von 75 Jahren (Gemälde von Eduard von Heuss)

Das Adelsgeschlecht der Montgelas stammt aus dem Landadel des Herzogtums Savoyen. Die Flurnamen Montgelas und Tuille existieren in der Gemarkung Chignin bei Chambéry. Im Mittelalter existierte dort ein Schloss Montgelat. Im Jahr 1742 trat der Offizier Janus Sigismon de Garnerin von Montgelas (1710–1767), Sohn des Sigismond de Garnerin Seigneur de la Thuille (1670–1756), in den Dienst der bayerischen Wittelsbacher. Er wurde mit dem Freiherrenstitel aufgenommen und brachte es in der bayerischen Armee schließlich bis zum General. Er war verheiratet mit Ursula Gräfin Trauner (1720–1760), der Tochter eines Geheimen Rates beim Fürstbischof von Freising. Aus ihrer Ehe stammten zwei Kinder: als älteres die Tochter Josepha und als jüngeres der Sohn Maximilian. Taufpate Maximilians war Kurfürst Maximilian III. Joseph.
Maximilian von Montgelas wirkte von 1799 bis 1817 als einflussreicher Minister unter dem Kurfürsten und späteren König von Bayern Maximilian I. So war er mit Unterbrechungen von 1799 bis 1817 bayerischer Außenminister, mit Unterbrechungen von 1803 bis 1817 bayerischer Finanzminister sowie von 1806 bis 1817 bayerischer Innenminister. In diesen Funktionen setzte er eine weit reichende Umgestaltung und Modernisierung der Verwaltung und Politik Bayerns durch, die alle Bereiche des gesellschaftlichen Lebens umfasste. Ende 1809 wurde Montgelas vom Freiherren- in den Grafenstand erhoben.
Die Grafen von Montgelas hatten bis zum Ende der Monarchie in Bayern einen erblichen Sitz in der Kammer der Reichsräte. 1917 übte diese Position Joseph Max Graf von Montgelas (1870–1921) aus.

## Besitzungen
Nach seiner Entlassung als Minister erwarb Maximilian von Montgelas einen umfassenden Grund- und Güterbesitz. Neben mehreren Palais in München erstand er ab 1833 die noch 2009 im Besitz der Familie Montgelas befindlichen ehemaligen Hofmarken Egglkofen, Aham und Gerzen. Maximilian von Montgelas selbst wurde nach seinem Tod 1838 auf eigenen Wunsch in der Gruft der Kapelle von Schloss Aham beigesetzt.
Rudolf-Konrad Graf von Montgelas, Freiherr von der Heydte (1939–2015) war ein Mitglied der Familie von Maximilian Grafen von Montgelas (1807–1870), dem ältesten Sohn des bayerischen leitenden Ministers. 2011 gründete er die gemeinnützige „Graf von Montgelas-Stiftung“ mit Sitz in Egglkofen, der er auch das Schloss Egglkofen vermachte.

## Wappen
Familienwappen Montgelas (1809): Quadrierter Schild mit Mittelschild. Im silbernen Mittelschild drei blaue, nebeneinander aufrechtstehende bayerische Wecken, über welchen eine goldene Königskrone schwebt (bei Erhebung in den Grafenstand erteilt zum Andenken, dass Bayern die Königswürde unter dem Ministerium des Grafen von Montgelas erhalten hat). 1 und 4 in Rot ein silberner, rechtsgekehrter Drache mit aufgeschlagenem Stachelschwanz. 2 und 3 in Blau drei (2 und 1) silberne Granatäpfel, jeder am Stiele mit zwei silbernen Blättern. Über der Grafenkrone erheben sich fünf gekrönte Helme. Der rechte Helm ist mit fünf Straußenfedern, wechselnd blau und silbern, besetzt; der zweite Helm trägt den Drachen des 1. und 4. Feldes einwärtsgekehrt, der mittlere zwei silberne Büffelshörner, zwischen welchen die Königskrone des Mittelschildes auf einem roten Kissen liegt; der vierte einen doppelt geschweiften, einwärtsgekehrten, goldenen Löwen, welcher in der rechten Vorderpranke einen silbernen Granatapfel mit Stiel und Blättern hält, und der linke Helm einen die Sachsen einwärtskehrenden, roten Adlersflügel. Den Schild halten zwei vorwärtssehende, goldene, gelöwte Leoparden, und das Ganze umgibt ein roter, mit Hermelin gefütterter Wappenmantel.

## Genealogie (Auszug)

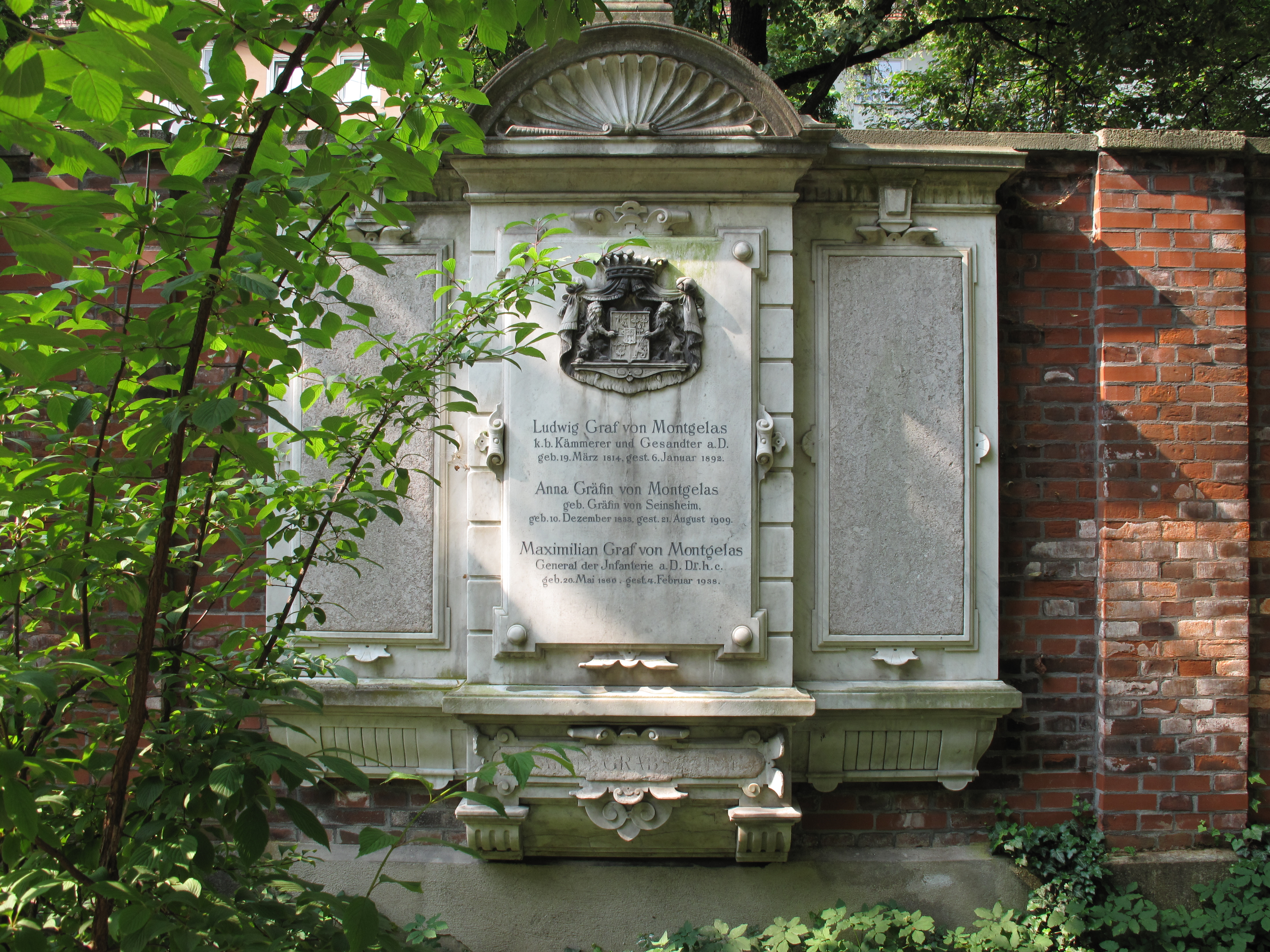
Grab von Ludwig (1814–1892), Anna (1833–1909) und Maximilian von Montgelas (1860–1938) auf dem Alten Nordfriedhof in München

1. Janus Freiherr von Montgelas (1710–1767), bayerischer General ⚭ Ursula Gräfin von Trauner (1720–1760)
  1. Josepha Freiin von Montgelas
  2. Maximilian (1759–1838), bayerischer Minister, erhoben in den Grafenstand 1809 ⚭ Ernestine von Arco (1779–1820), Tochter von Graf Ignatz von Arco (1741–1812)
    1. Caroline Auguste Franzisca (1804–1860) ⚭ Max Freiherr von Freyberg, Ministerialrat und Vorstand des Reichsarchives
    2. Maximilian (1807–1870) ⚭ Elisabeth J. Watts-Russell (1816–1881), und hinterließ aus dieser Ehe Nachkommen
    3. Maria Rupertine Ernestine (1808–1822)
    4. Maria Amalia (1810–1875)
    5. Maria Hortensia (1811–1895)
    6. Theresia (1812–1872)
    7. Ludwig (1814–1892), bayerischer Gesandter in Sankt Petersburg und Berlin ⚭ Anna Gräfin von Seinsheim (1833–1909), und hinterließ aus dieser Ehe Nachkommen, darunter:
      1. Maximilian von Montgelas (1860–1938), bayerischer General der Infanterie, Politiker, Diplomat und Historiker ⚭ Pauline von Wimpffen (1874–1961), Frauenrechtlerin

    8. Heinrich Rudolf Max Eduard (1817–1847)